# Margo (actriță)
Margo (născută María Marguerita Guadalupe Teresa Estela Bolado Castilla și O'Donnell, n. 10 mai 1917, Ciudad de México, Mexic – d. 17 iulie 1985, Pacific Palisades⁠(d), California, SUA) a fost actriță și dansatoarea mexicano-americană. A apărut în multe filme și producții de televiziune americane, printre care Lost Horizon (1937), Omul Leopard (1943), Viva Zapata! (1952), și I'll Cry Tomorrow (1955). S-a căsătorit cu actorul Eddie Albert în 1945 și a fost mai târziu cunoscută sub numele de Margo Albert. 

## Familie
Născută în Mexico City într-o familie de muzicieni, María Marguerita Guadalupe Teresa Estela Bolado Castilla y O'Donnell a devenit cetățean american naturalizat pe 9 noiembrie 1942.  Margo s-a căsătorit de două ori. Ea a fost căsătorită cu primul ei soț, actorul Francis Lederer, din 1937 până la divorțul din 1940. Ea a fost căsătorită a doua oară cu actorul Eddie Albert, pe 5 decembrie 1945, și au rămas împreună timp de 40 de ani, până la moartea sa din cauza cancerului cerebral în 1985. Margo și Albert au avut doi copii, un fiu (actorul Edward Albert ) și o fiică (Maria Carmen Zucht, care a servit ca manager de afaceri al tatălui său).

## Carieră
Din copilărie, Margo s-a antrenat ca dansatoare cu Eduardo Cansino, tatăl Ritei Hayworth. La vârsta de nouă ani, ea a început să danseze profesionist cu unchiul său Xavier Cugat și cu trupa sa în spectacole de cluburi de noapte mexicane. Margo a călătorit în Statele Unite când era copil, a locuit în New York City cu mătușa ei, cântăreața Carmen Castillo. În timp ce a însoțit formația unchiului său în timpul unui spectacol la Waldorf Astoria din New York, Margo a fost observată de producătorul și regizorul Ben Hecht și de scenaristul Charles MacArthur, care au distribuit-o la cincisprezece ani în filmul Crime Without Passion. Margo a jucat, de asemenea, personajul Miriamne Esdras atât pe scenă, cât și în adaptarea sa pentru filmul Winterset din 1936, film pe care un critic l-a numit "muștarul cinematografiei".  Alte roluri notabile din anii 1930 se numără cele din filmul Lost Horizon din 1937 și producțiile de pe Broadway Masque of Kings (1937) ale lui Maxwell Anderson și The World We Make (1939) al lui Sidney Kingsley. 

## Pe lista neagră
În timp ce Margo a continuat să joace în filme până în anii 1960, cariera sa a fost restrânsă de lista neagră a televiziunii care a început în 1950, cu Gypsy Rose, Jean Muir, Hazel Scott și Ireene Wicker. Margo era cunoscută pentru părerile ei politice progresiste, dar ea nu era membră a Partidului Comunist American. În 1950, numele ei și numele soțului ei au fost publicate în Red Channels, o broșură anticomunistă care pretindea să dezvăluie influența comunistă în industria divertismentului.   Red Channels a numit-o comunistă din cauza sprijinului ei pentru Hollywood Ten, susținerea ei pentru pace și sprijinul acordat refugiaților.

## Activismul în artă
În anii de după lista neagră, Margo și-a continuat promovarea pentru artă și educație. În 1970, împreună cu Frank Lopez, un activist al sindicatelor, Margo a fondat Plaza de la Raza în estul Los Angeles-ului. Un centru cultural pentru arte și educație, Plaza de la Raza rămâne în funcțiune astăzi, oferind programare pe tot parcursul anului în domeniul educației artistice.  Munca sa cu Plaza de la Raza a inclus funcții ca director artistic și ca președinte al consiliului. Angajamentul față de artă s-a extins dincolo de activitatea sa din estul Los Angeles-uli: a fost membră a comitetului de direcție în Comitetul președintelui pentru Arte și Științe Umane și a fost membru al Consiliului Național al Fondului Național pentru Arte.

## Roluri de teatru
- 25 septembrie 1935 - martie 1936: Winterset
- 8 februarie 1937 - 24 aprilie 1937: Masca regilor
- 20 noiembrie 1939 - 27 ianuarie 1940: Lumea pe care o facem
- 4 februarie 1941 - 23 februarie 1941: Strada Tanyard
- 6 decembrie 1944 - 27 octombrie 1945: Un clopot pentru Adano

## Filmografie
Această filmografie a filmelor cinematografice în care a jucat este considerată a fi completă. 
- 1934: Crime Without Passion[18]
- 1935: Rumba[18]
- 1936: The Robin Hood of El Dorado[18]
- 1936: Winterset[18]
- 1937: Lost Horizon[18]
- 1939: El Milagro de la calle mayor[18]
- 1939: Miracle on Main Street[18]
- 1943: The Leopard Man[18]
- 1943: Behind the Rising Sun[18]
- 1943: Gangway for Tomorrow[18]
- 1952: Viva Zapata![18] ca Soldadera
- 1955: I'll Cry Tomorrow[18] ca Selma
- 1958: From Hell to Texas[18] ca Mrs. Bradley
- 1962: Who's Got the Action?[18] ca Roza
- 1970: Diary of a Mad Housewife[19] ca Valma